# UC-59号潜艇
陛下之UC-59号艇是德意志帝国海军于第一次世界大战期间建造的其中一艘UC-II型近岸布雷潜艇或称U艇。它由但泽的帝国船厂承建，于1916年9月28日新船下水，至1917年5月12日交付使用。其全长50.5米，水面及水下排水量分别为415吨和498吨，艇载武器则包括三具鱼雷发射管、六具水雷滑射槽以及一门88毫米口径甲板炮。UC-59号入役后曾先后被部署至驻波罗的海的库尔兰区舰队和驻北海的第一区舰队，并参与了大西洋潜艇战。通过其九次巡逻，共直接或间接击沉8艘协约国或中立国舰船，容积总吨累计为5121吨。战后，根据对德停战协定的要求，该艇于1918年11月21日被引渡至英国哈维奇正式投降，至1919－1920年间在博內斯拆解报废。

## 设计
1915年秋天，由于中立国美国的干预，U艇战几乎陷入停顿，导致德国广泛开展《国际法》所允许的水雷战，从而使布雷潜艇的需求量相应增加。德意志帝国海军潜艇监察局（Inspektion des U-Bootwesens）的开发部门留意到了这一点，遂以UB-II型为基础，按照兼顾布雷效率和生产速度的要求，以41号工程的名义设计了UC-II型潜艇。为了弥补前型UC-I型的缺陷，UC-II型艇不仅更大，而且采用双轴推进系统。然而，与前型最主要的区别在于，UC-II型艇重新运用了双壳体结构。但它并非纯粹的双体潜艇，而是一种中间过渡型；因为外层没有封闭耐压壳体，而是作为鞍形水柜附在上方。
UC-59号是64艘UC-II型方案的其中一艘。这个亚型的艇体结构与UB-II型类似，但体积更大，全长为50.5米，并有3.61米的吃水深度；由于不再考虑铁路运输的装载限界，舷宽也得以增至5.22米。其水上和水下排水量分别为415吨和498吨。艇只采用两台戴姆勒六缸四冲程600匹公制馬力（440千瓦特）柴油机用于水面运行，以及两台620匹公制馬力（460千瓦特）的BBC电动发电机用于水下航行；水面最高航速11.6節（21.5每小時），水下7.3節（13.5每小時）；能够在水面以7節（13每小時）航速续航9,450海里（17,500），或以4節（7.4每小時）连续在水下航行52海里（96）而无需充电。其潜没需时约为30秒，能够在50米的深度下运作。
作为布雷潜艇，UC-59号改将六具布雷滑射槽安装在艇体前部，每具储存井内的水雷数量增至3枚，即合共18枚UC200型水雷。布雷时只需将存储井底部的盖板打开，水雷便可凭借自身重量滑入水中。随着滑射槽长度增加，艇体艏楼的上层建筑被抬高，上层建筑与司令塔之间的凹陷处布置了一门88毫米30倍径速射炮作为甲板炮。但由于位置相对较低，火炮甲板在恶劣海况下很容易被涌浪淹没。此外，UC-59号还装备有三具500毫米鱼雷发射管，这极大提升了潜艇的攻击能力。其中艇艏两具外置在两侧、艇艉一具则为内置式，并可搭载合共7枚G6型鱼雷。其标准船员编制为3名军官及23名水兵。

## 历史
1916年1月12日，在海军元帅阿尔弗雷德·冯·提尔皮茨的倡议下，国家海军办公室分别向五家德国造船厂发包第三批次的UC-II型潜艇。UC-59号因此成为但泽帝国船厂承建的第五艘UC级潜艇，建造编号为41。它于1916年3月25日动工、同年9月28日新船下水，至1917年5月12日在曾执掌UC-33和UB-23号的艇长、海军上尉赫伯特·莱夫霍尔茨的指挥下交付使用，随即展开海试。在莱夫霍尔茨后，瓦尔特·施特拉塞尔中尉也曾担任UC-59号的末任艇长。完成海试后，该艇先是于1917年7月21日被编入驻利鲍的库尔兰区舰队，自同年12月11日起又转配至驻布伦斯比特尔科格的第一潜艇区舰队服役。
在为期一年多的服役生涯中，UC-59号参与了大西洋潜艇战，足迹曾抵穆胡海峡、斯卡格拉克海峡、苏格兰沿岸、诺森伯兰、圣阿布斯角和拉特里角等周边水域。1917年10月，该艇也曾作为库尔兰区舰队的一份子参加了阿尔比恩行动，旨在征服穆胡群岛。它在行动中的任务是占据萨雷马岛东北岸附近的阵位，与姊妹艇UC-58号共同充当入侵部队的航标。UC-59号随后被转移至奥斯穆斯岛以北水域，并在完成U艇任务后于10月25日返回利鲍基地。
通过九次布雷及破交战巡逻，UC-59号合共击沉协约国或中立国的7艘商船和1艘辅助军舰。容积总吨累计为5121吨。其中，体积最大的受害者是注册吨位为1084吨的英国煤船奥克兰城堡号（Auckland Castle）；它于1918年8月24日从哈特尔浦驶出后，在距法恩群岛东南偏南约5海里（9.3）处遭遭施特拉塞尔发射鱼雷击沉。唯一遇难的辅助军舰则是隶属俄罗斯帝国海军的辅助扫雷艇伊利亚·穆罗梅茨号（Илья Муромец），它于1917年8月20日在沃尔姆西海峡的入口处触雷沉没，造成11名船员罹难。此外，UC-59号还曾于1918年7月12日在斯卡格拉克海峡缴获一艘1277总吨的丹麦轮船玛格丽特号（Margrete）。根据对德停战协定的要求，UC-59号于1918年11月21日被引渡至英国哈维奇正式向协约国投降。英国海军部于1919年3月3日作价1880英镑（含发动机）将其售予罗塞斯的福思拆船公司（Forth Shipbreaking Co.），该艇随后在博內斯拆解报废。

## 袭击历史摘要
| 日期          | 船名              | 船籍           | 吨位 | 结局       |
| ------------- | ----------------- | -------------- | ---- | ---------- |
| 1917年8月20日 | 伊利亚·穆罗梅茨号 | 俄罗斯帝国海军 | 330  | 击沉       |
| 1918年2月23日 | 雷穆斯号          | 英国           | 1079 | 击沉       |
| 1918年6月28日 | 埃尔比约格号      | 挪威           | 523  | 击沉       |
| 1918年6月29日 | 浸没的赛拉号      | 丹麦           | 430  | 击沉       |
| 1918年6月29日 | 阿里阿德涅号      | 挪威           | 496  | 击沉       |
| 1918年7月12日 | 玛格丽特号        | 丹麦           | 1277 | 缴作战利品 |
| 1918年8月21日 | 赫克拉号          | 挪威           | 860  | 击沉       |
| 1918年8月21日 | 勒克号            | 挪威           | 319  | 击沉       |
| 1918年8月24日 | 奥克兰城堡号      | 英国           | 1084 | 击沉       |

## 脚注
1. 1 2 3 4  Helgason, Guðmundur. . German and Austrian U-boats of World War I - Kaiserliche Marine - Uboat.net.   [2009-02-23].
2. ↑  Tarrant，第173頁.
3. 1 2 3  Gröner 1991，第31-32頁.
4. 1 2  Helgason, Guðmundur. . German and Austrian U-boats of World War I - Kaiserliche Marine - Uboat.net.   [2015-03-02].
5. ↑  Helgason, Guðmundur. . German and Austrian U-boats of World War I - Kaiserliche Marine - Uboat.net.   [2015-03-02].
6. ↑  陈进，第48頁.
7. ↑  . Navypedia.   [2022-09-16]. （原始内容存档于2023-01-20）.
8. ↑  陈进，第46頁.
9. ↑  Michelsen，第48頁.
10. ↑  陈进，第165頁.
11. ↑  NARS，第107頁.
12. ↑  Kosiarz，第307頁.
13. ↑  Kosiarz，第316, 319-320頁.
14. ↑  Kosiarz，第316, 322頁.
15. 1 2  Helgason, Guðmundur. . German and Austrian U-boats of World War I - Kaiserliche Marine - Uboat.net.   [2015-03-02].
16. ↑  Helgason, Guðmundur. . German and Austrian U-boats of World War I - Kaiserliche Marine - Uboat.net.   [2022-11-04].
17. 1 2  Helgason, Guðmundur. . German and Austrian U-boats of World War I - Kaiserliche Marine - Uboat.net.   [2022-11-04].
18. ↑  Dodson & Cant，第131頁.